# Невлин (герб)
Невлин (пол. Newlin) — польский дворянский герб.

## Описание
В  голубом поле летящая вверх золотая стрела с положенным поперёк неё в виде креста бруском с концами как у бердыша; с обеих её сторон по шестиугольной звезде. Шлем увенчан золотой короной, над которой чёрное крыло, пробитое стрелой вправо. Герб этот упоминается в XVI веке.

## Герб используют
7 родовBrudzewski, Doliński, Kliński, Łukowicz, Mazaraki, Newliński, Ronneberg